# Cubryńska Kazalnica

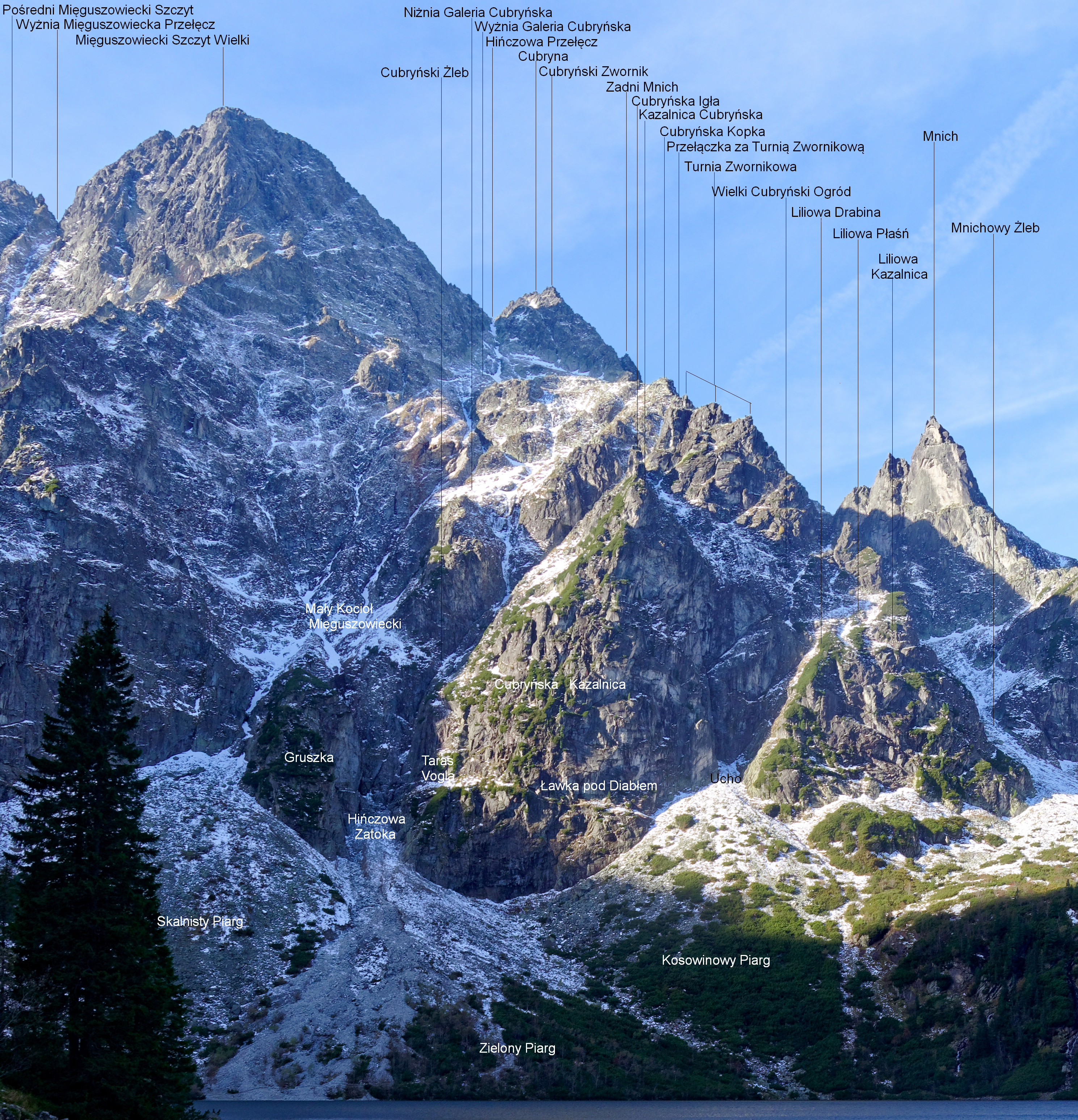

Cubryńska Kazalnica (słow. Čubrinská kazateľnica, węg. Csubrinai-szószék) – kazalnica w masywie Cubryny nad Morskim Okiem w polskich Tatrach Wysokich. Stanowi zakończenie wschodniego filara Turni Zwornikowej, opadające do Kosowinowego Piargu i Ucha ścianą. Wysokość Cubryńskiej Kazalnicy mierzona od najniższego do najwyższego punktu dochodzi do 340 m, ale po uwzględnieniu skośnej podstawy i również skośnej górnej płaszczyzny kazalnicy, wysokość ściany nigdzie nie przekracza 260 m. Górna powierzchnia kazalnicy to prawie poziomy odcinek grani o długości kilkunastu metrów. Władysław Cywiński tak precyzuje granice Cubryńskiej Kazalnicy: z Ucha … lewym skrajem Liliowej Drabiny na najniższą część Liliowej Płaśni, stąd skośnie w lewo w górę, wśród trawników i płyt, poniżej Wielkiego Cubryńskiego Ogrodu do najniższej części Zawieszonego Żlebu; ze żlebu wyraźną krawędzią tuż na lewo od zachodu z drogą 114 na kulminacyjny punkt Kazalnicy Cubryńskiej; z wierzchołka wzdłuż drogi 120 na podścianowe piargi i nimi do Ucha.
Najniższa część ściany Cubryńskiej Kazalnicy opada do zagłębienia między Zielonym Piargiem i Kosowinowym Piargiem. Jest to tzw. Półksiężyc. Powyżej niego znajduje się prawie pozioma Ławka pod Diabłem i Taras Vogla. Lewa część ściany nad nimi ma ekspozycję północno-wschodnią jest mniej stroma i częściowo zarośnięta kosodrzewiną. Prawa część ściany ma ekspozycję północną i znajdują się na niej wielkie i gładkie płyty i okapy. Na gzymsach i na półkach gdzieniegdzie rosną limby. Trudną wspinaczkowo część tej ściany przecina stromy, trawiasty pas zwany Małym Cubryńskim Ogrodem. W ścianie taternicy wyróżniają jeszcze kilka innych formacji skalnych: Biała Płyta, Skośna Płyta, Szara Płyta, Cygaro, Sopel, Niżnia Turnica nad Uchem, Wyżnia Turnica nad Uchem, Komin Kaskaderów. Duży udział w tworzeniu nazewnictwa miał Jacek Czyż będący autorem monografii Turni Zwornikowej.

## Drogi wspinaczkowe
Przez Kazalnicę Cubryńską prowadzi wiele dróg wspinaczkowych, niektóre z nich są bardzo trudne, niektóre wymagają biwakowania w ścianie.

1. Komin Kaskaderów; VI w skali tatrzańskiej, czas przejścia 3 h 30 min,
2. Stary Środek; V, 4 h,
3. Trzy pory roku; V+, VI, A2+, 10 h,
4. Roj-Jagiełło; III, 2 miejsca V-, 3 h,
5. Urojenia; VII-, 5 h,
6. Sen zielonych motyli; V+, miejsce VI-, 5 h,
7. Moma; V+, A2, 10 h,
8. Droga Osadów; VI, A1, A2, miejsce A3, 10 h,
9. Direttissima; VI, A2+, 17 h,
10. Droga Siekluckiego; VI-, A4+, 16 h,
11. Diabelska alternatywa, droga Głazków; VI+, odcinek VII, 6 h,
12. Człowiek z ołowiu; V+, A3, efektywny czas 20 h
13. Cień diabła; VI+, A2, 11–13 h,
14. Akcja Junior; V, A2, efektywny czas pierwszego przejścia 12 h,
15. Droga Szalankiewicza, VI-, 4 h,
16. Polak przetrzyma; V, 5 h,
17. Proxima; V, A2, 10 h[2]

Możliwy jest zjazd z Niżniego Cubryńskiego Przechodu (6–8 zjazdów).

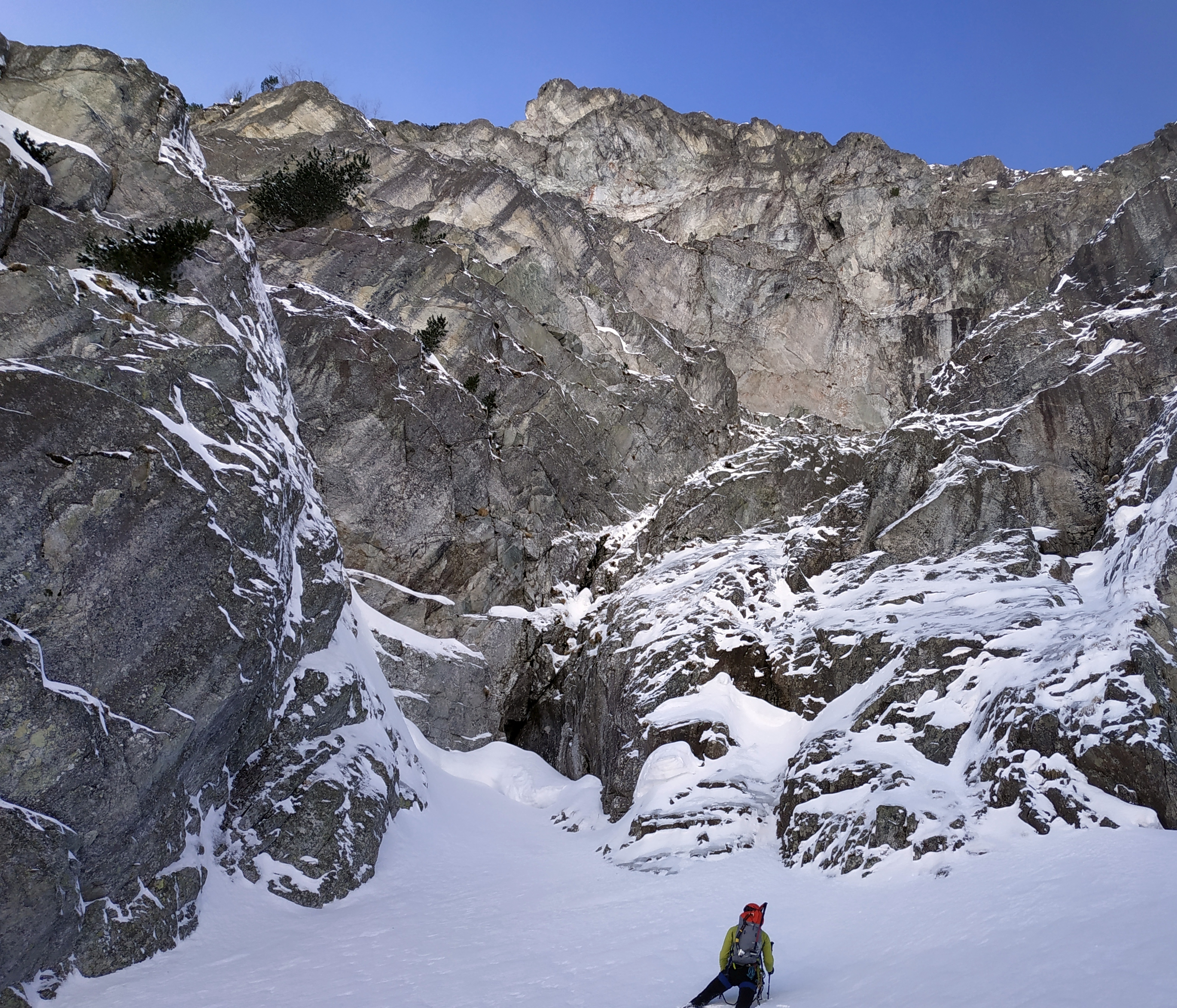
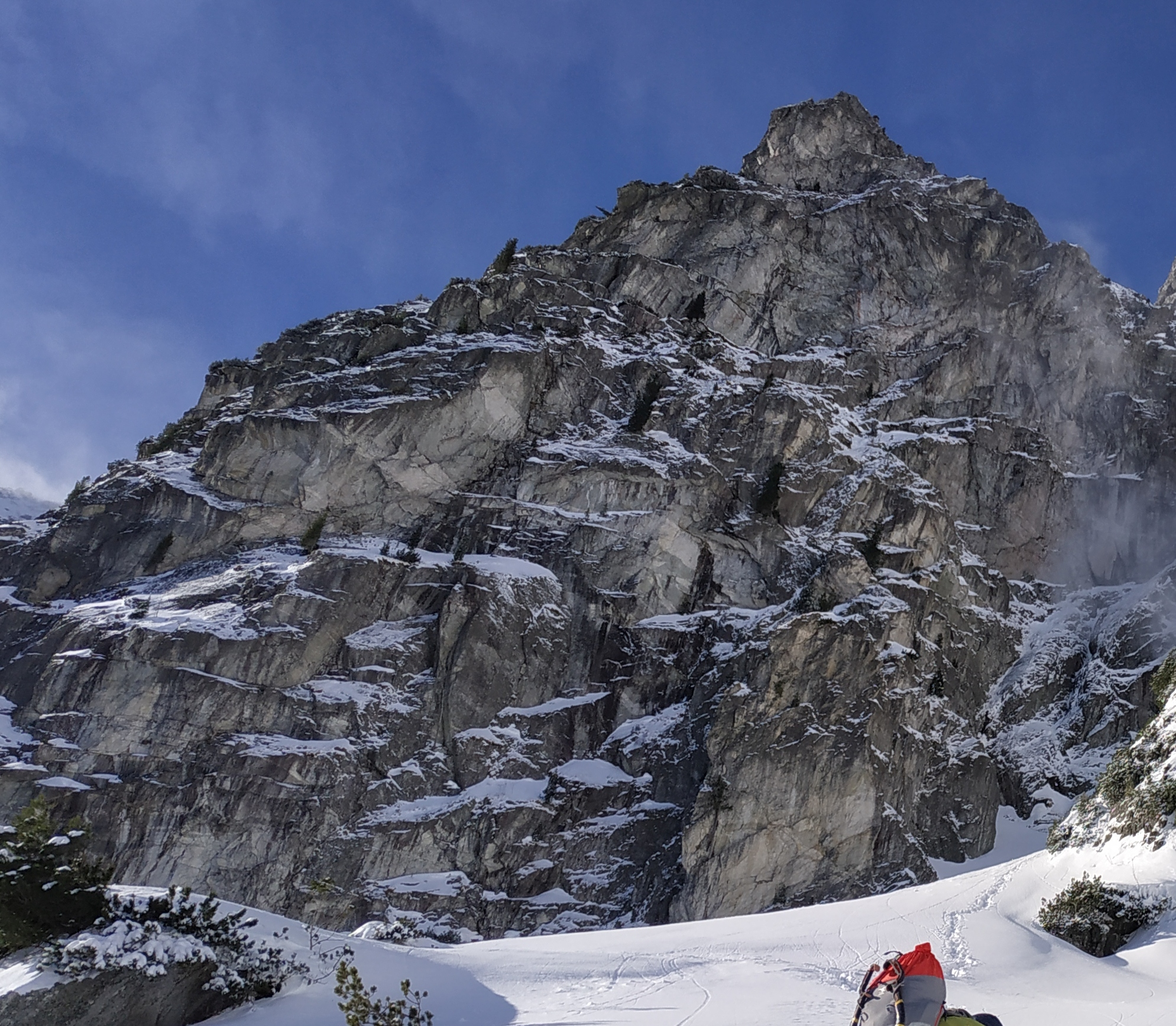
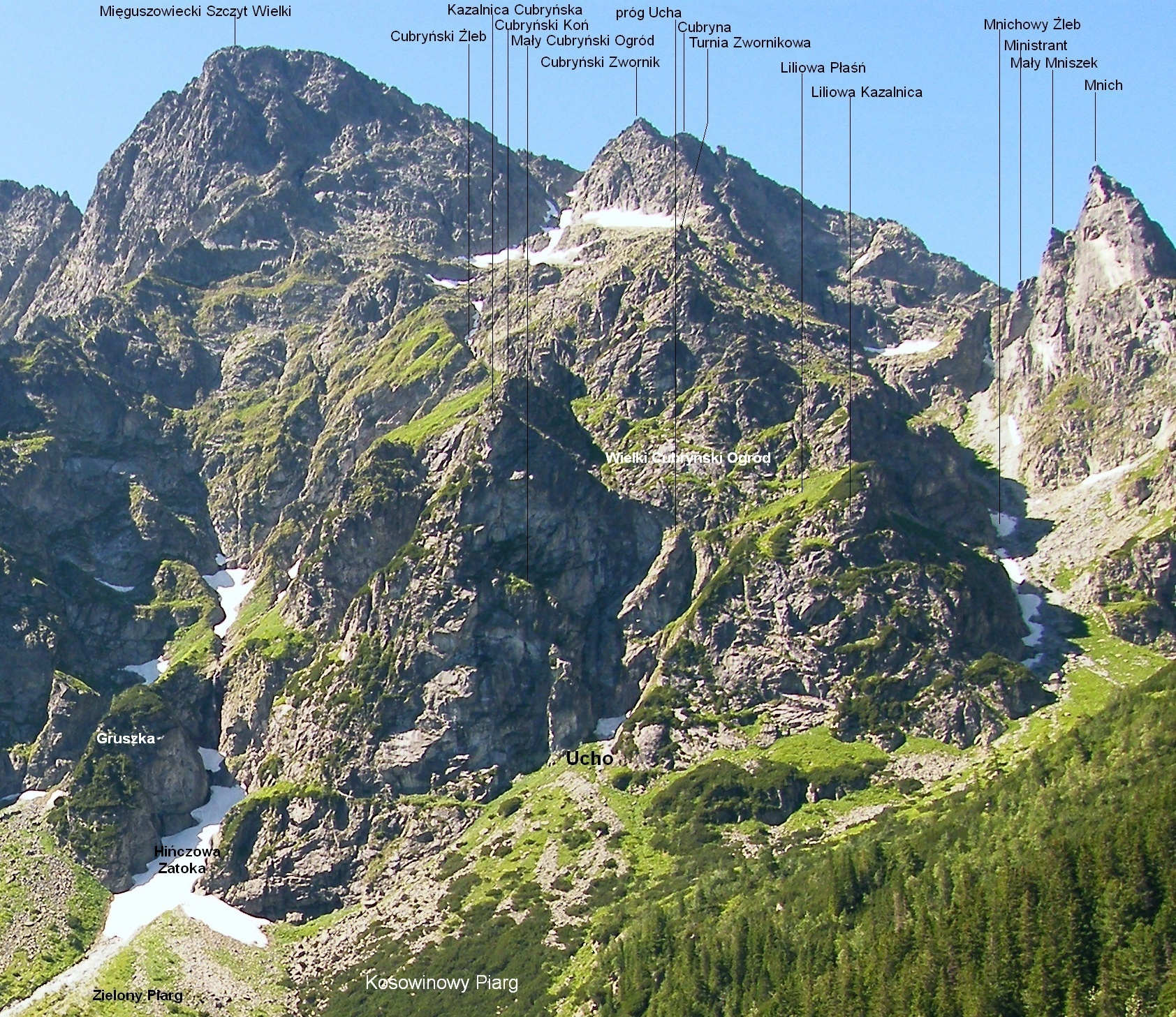
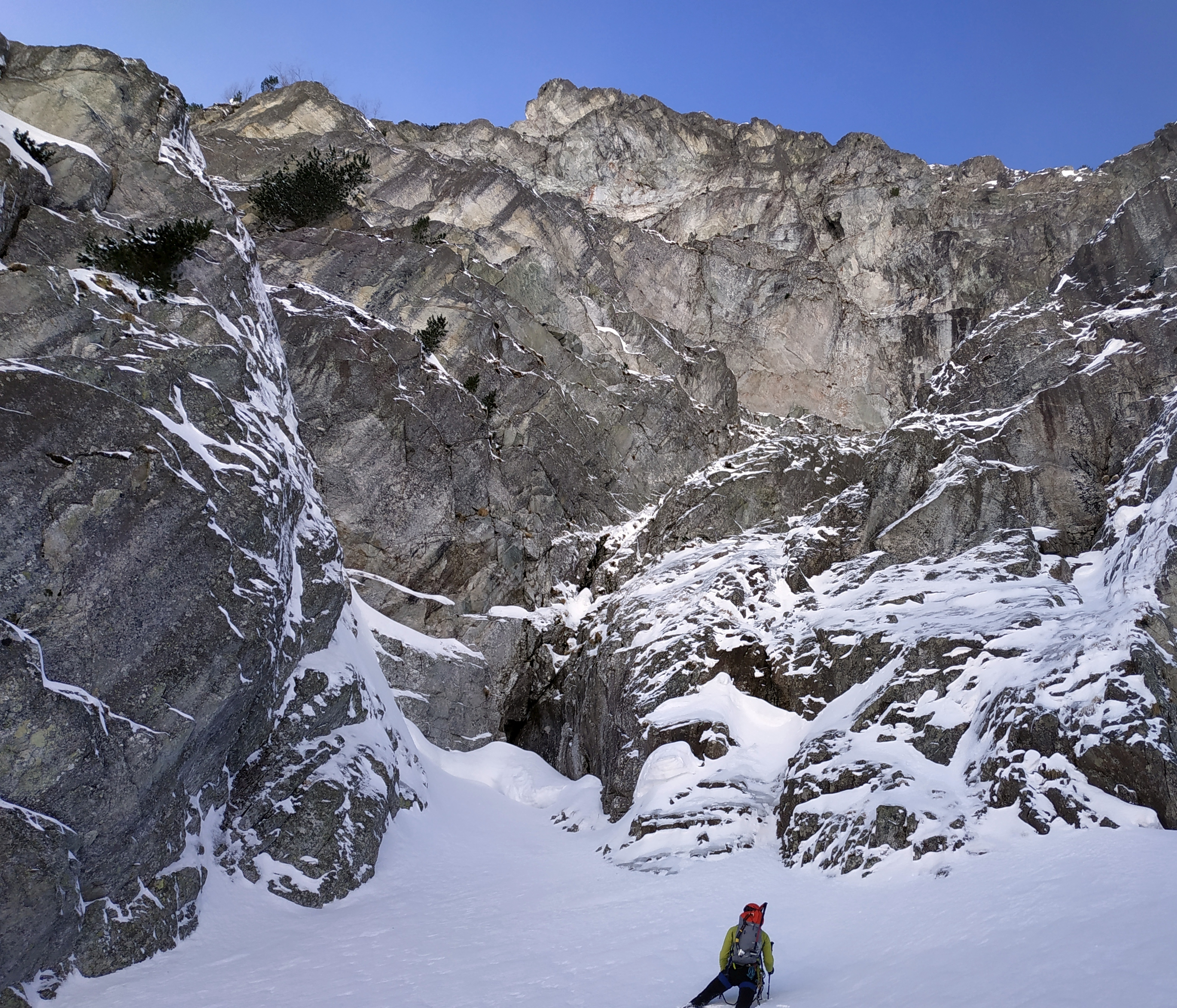
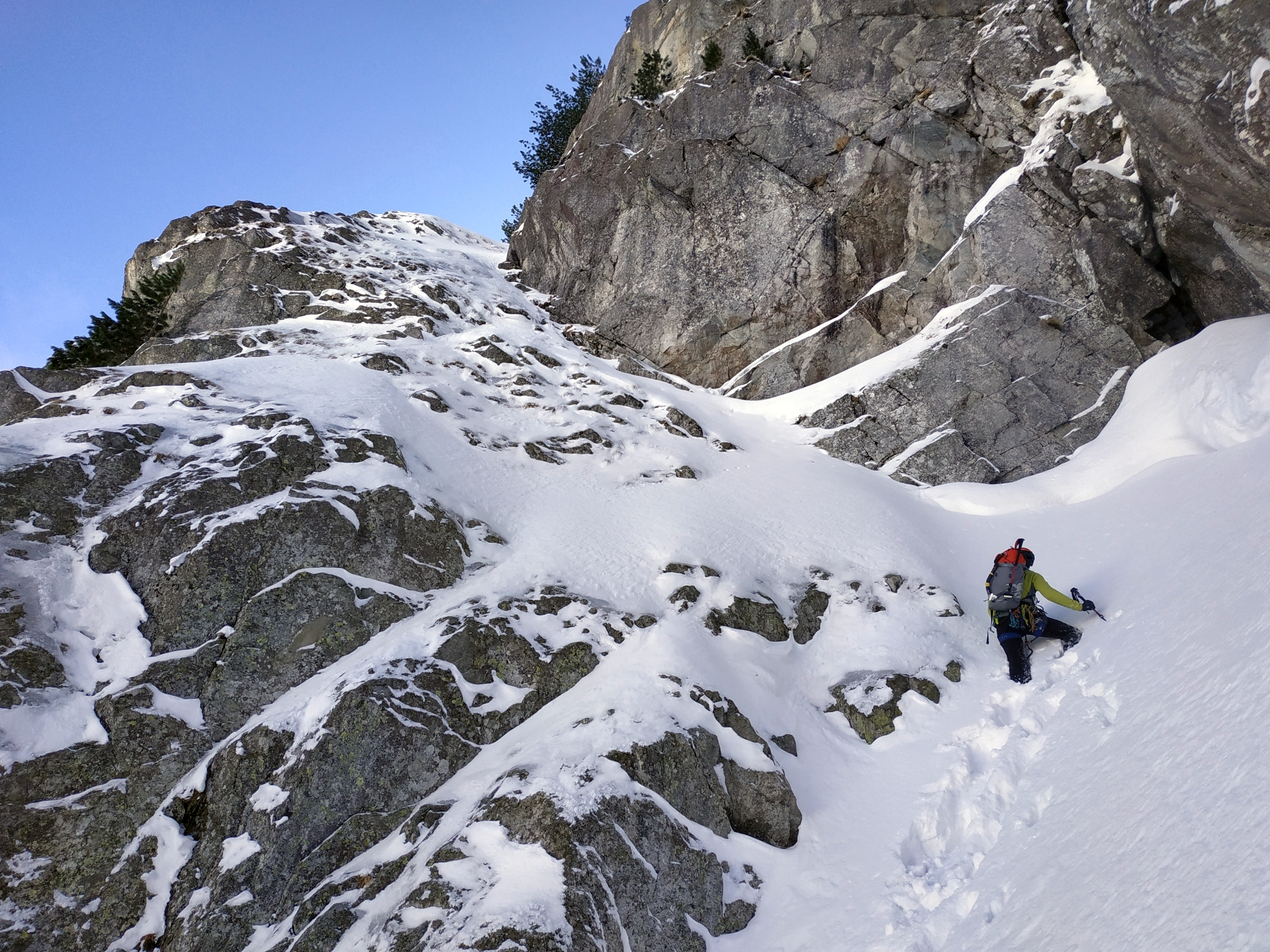
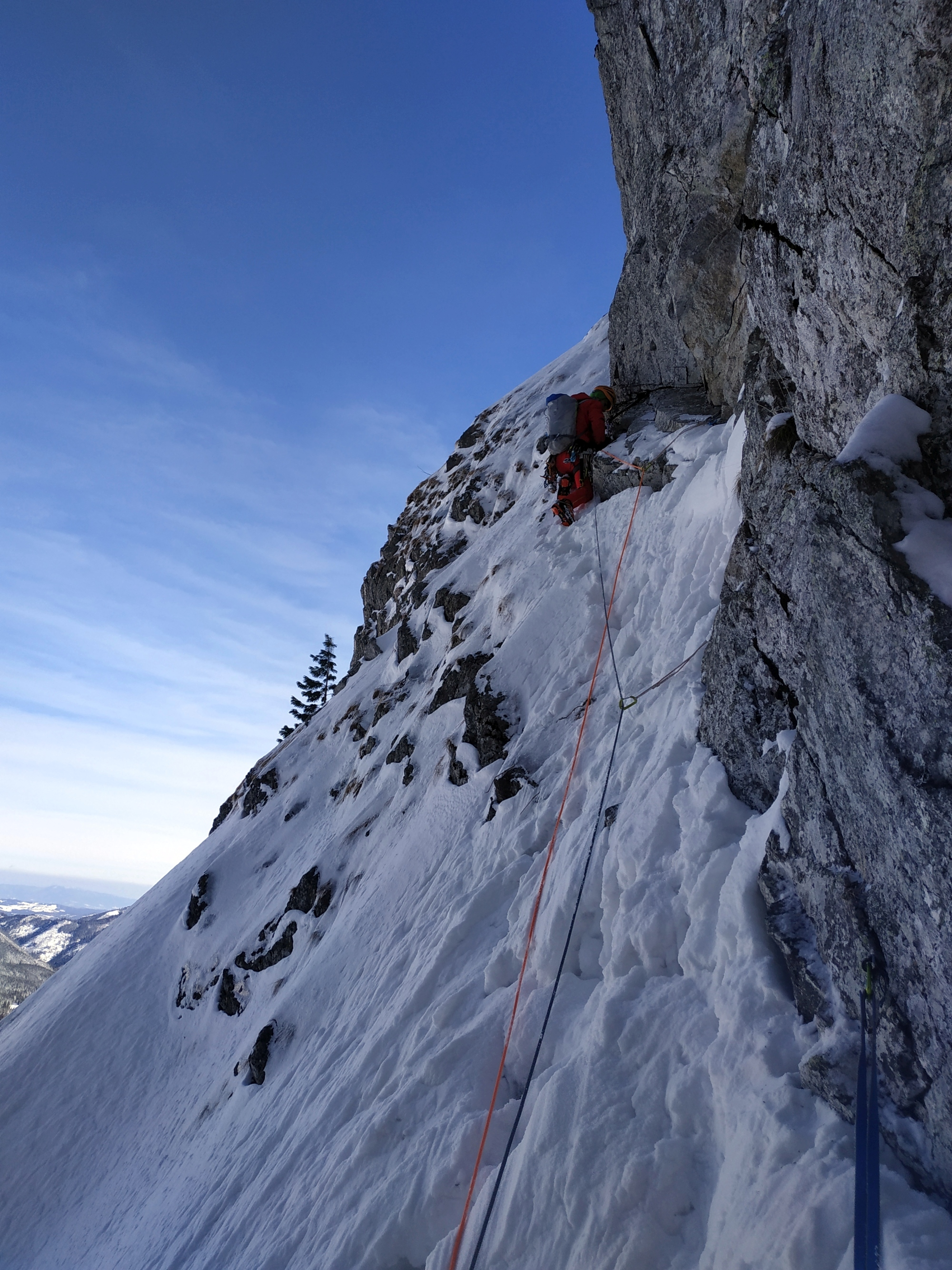
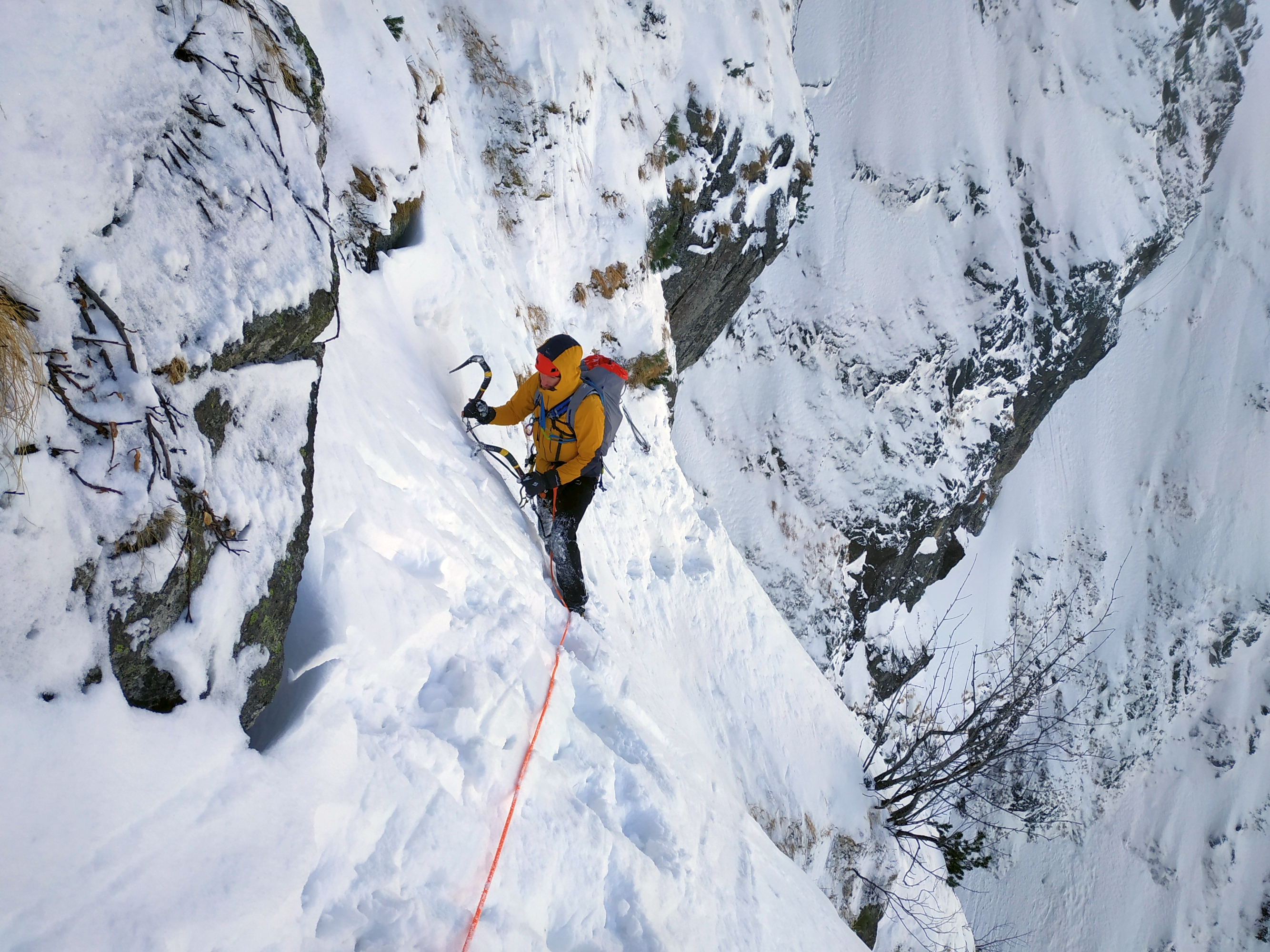
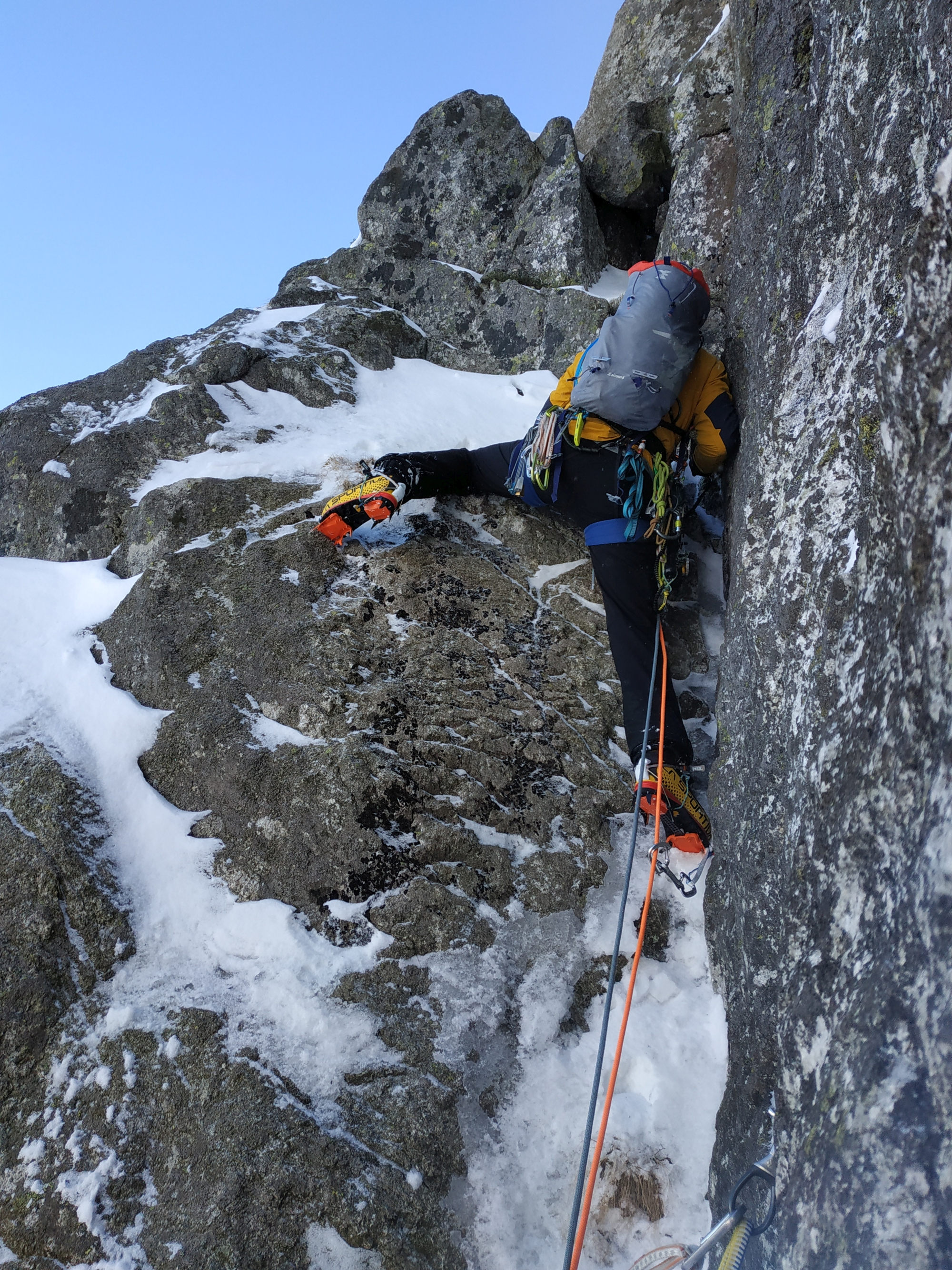